# Kvarteret Victor
Kvarteret Victor i Ronneby ansluter till det medeltida gatunätet i norr och ingår i 1864 års rutnätsplan på övriga tre sidor av kvarteret. Genom kvarteret rann den medeltida stadens vallgrav (RAÄ Ronneby 214:1), som anslöts till Ronnebyån uppströms från vattenfallet och mynnade ut vid kvarteret Yngve längs Strandgatan. Länge fanns spåren av vallgraven kvar även om den före 1864 delvis låg utanför staden. Efter att stadsplanen genomfördes anpassades trähusbebyggelsen efter höjdskillnaderna i kvarteret och bevarade skrivelse berättar om att fastighetsägarna länge hade problem med dräneringen av innergården med anledning av vallgravens konstruktion.
Under 1960-talet pågick flera rivningar av trähusbebyggelsen i den centrala staden, så även i det närliggande kvarteret Yngve. I samband med rivningarna försvann en del av stadsrummet runt Kyrkogatan. Ett av de äldre trähusen, det så kallade Gaddska huset, flyttades till en tomt vid Möllebackstorget i Bergslagen. Kooperativa Förbundet köpte in hela kvarteret och påbörjade bygget av ett tidstypiskt Domus-varuhus 1969. Varuhuset, som upptar hela kvarterets yta, stod klart 1970 och har fram till 2019 en bevarad tidstypisk funktionalistisk arkitektur i rött tegel och formgjuten betong. Handelsfunktionen i byggnaden har varit kontinuerlig sedan varuhuset uppfördes.